# Broken Glass
Broken Glass war eine britische Bluesrock-Band, die 1975 von Stan Webb (Gitarre, Gesang), Robbie Blunt (Gitarre, Gesang) und Keef Hartley (Schlagzeug) gegründet wurde. Die weiteren Bandmitglieder waren Bob Rawlinson (Bass) und Mac Poole (ebenfalls Schlagzeug).
Im November 1975 nahmen sie ihr einziges Album Broken Glass auf. Produzent war Tony Ashton, der auch die Keyboards spielte. Daneben wirkte Miller Anderson (Gitarre) mit, dessen Name als Autor einiger Stücke jedoch aus vertraglichen Gründen nicht genannt wurde.
1977 löste sich die Gruppe auf, als Webb seine ursprüngliche Band Chicken Shack wiederbelebte.